# Zbisław Janikowski
Zbisław Janikowski (ur. 11 lipca 1939 w Częstochowie, zm. 6 kwietnia 2020) – polski pisarz i działacz społeczny, autor książek i reportaży poświęconych historii Częstochowy, a także satyrycznych i dla dzieci, scenarzysta filmów dokumentalnych; absolwent II LO im. Traugutta i Politechniki Łódzkiej. Pochowany na cmentarzu św. Rocha w Częstochowie.
Odznaczony Złotym Krzyżem Zasługi, Odznaką Honorową Zasłużony dla Kultury Polskiej, srebrną Odznaką Honorową za Zasługi dla Województwa Śląskiego i Nagrodą im. Karola Miarki.